# Hypochaeris hohenackeri
Hypochaeris hohenackeri là một loài thực vật có hoa trong họ Cúc. Loài này được (Sch.Bip.) Domke mô tả khoa học đầu tiên năm 1936.